# Hotelový dům
Hotelový dům je bytový komplex v Ústí nad Labem.
Objekt byl postaven v rámci ambiciózního plánu výstavby sídliště Severní Terasa. Stavba je datována do roku 1965 a jejími autory jsou architekti Josef Burda a Karel Hovorka. V době vzniku se mělo jednat o polyfunkční dům, který měl svým obyvatelům nabízet komplexní služby hotelového typu. Jednalo se například o úklid nebo praní prádla. Původní kapacita byla 176 dvoupokojových bytů a 132 garsoniér. Typickou podobu stavbě dodává obvodový plášť z boletických panelů.
V roce 2011 se stal součástí kontroverze. Obyvatelé sídliště Severní Terasa se obávali, že se do jeho prostor chystá sestěhování nepřizpůsobivých obyvatel a kvalita života, a také ceny jejich nemovitostí v jeho okolí prudce klesnou.

## Galerie

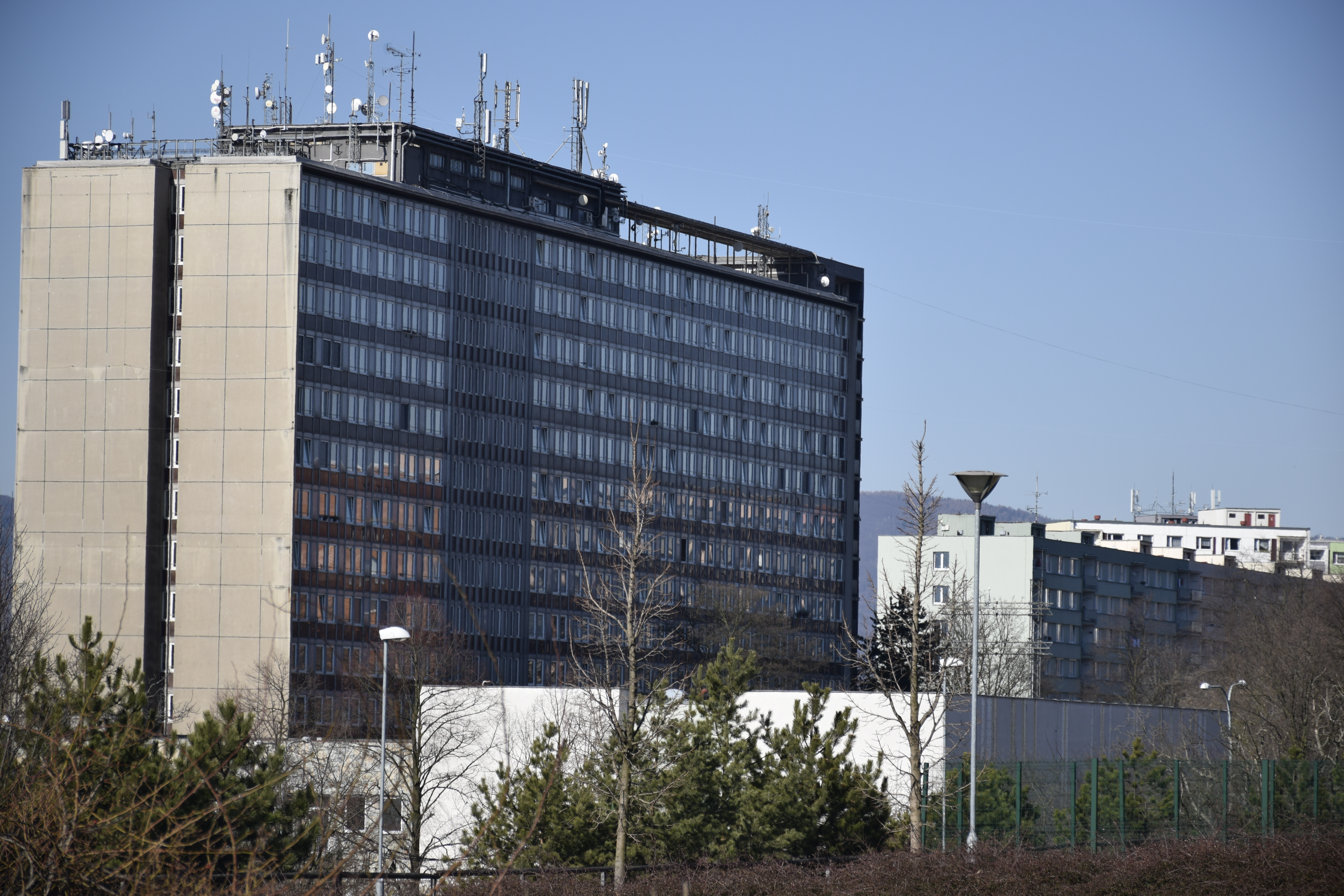
Výška Hotelového domu (vlevo) a okolní bytové zástavby (vpravo)
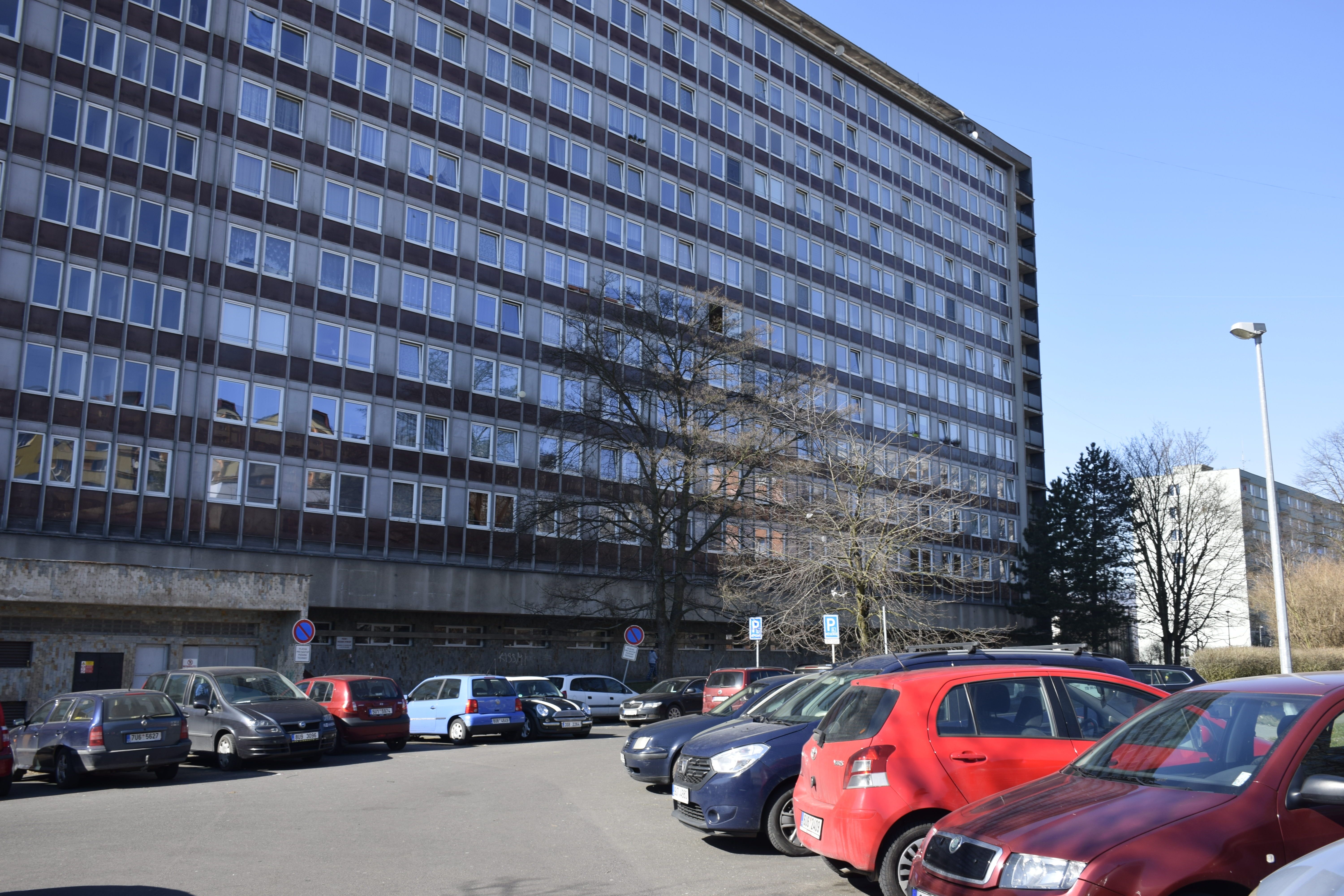
Detail fasády
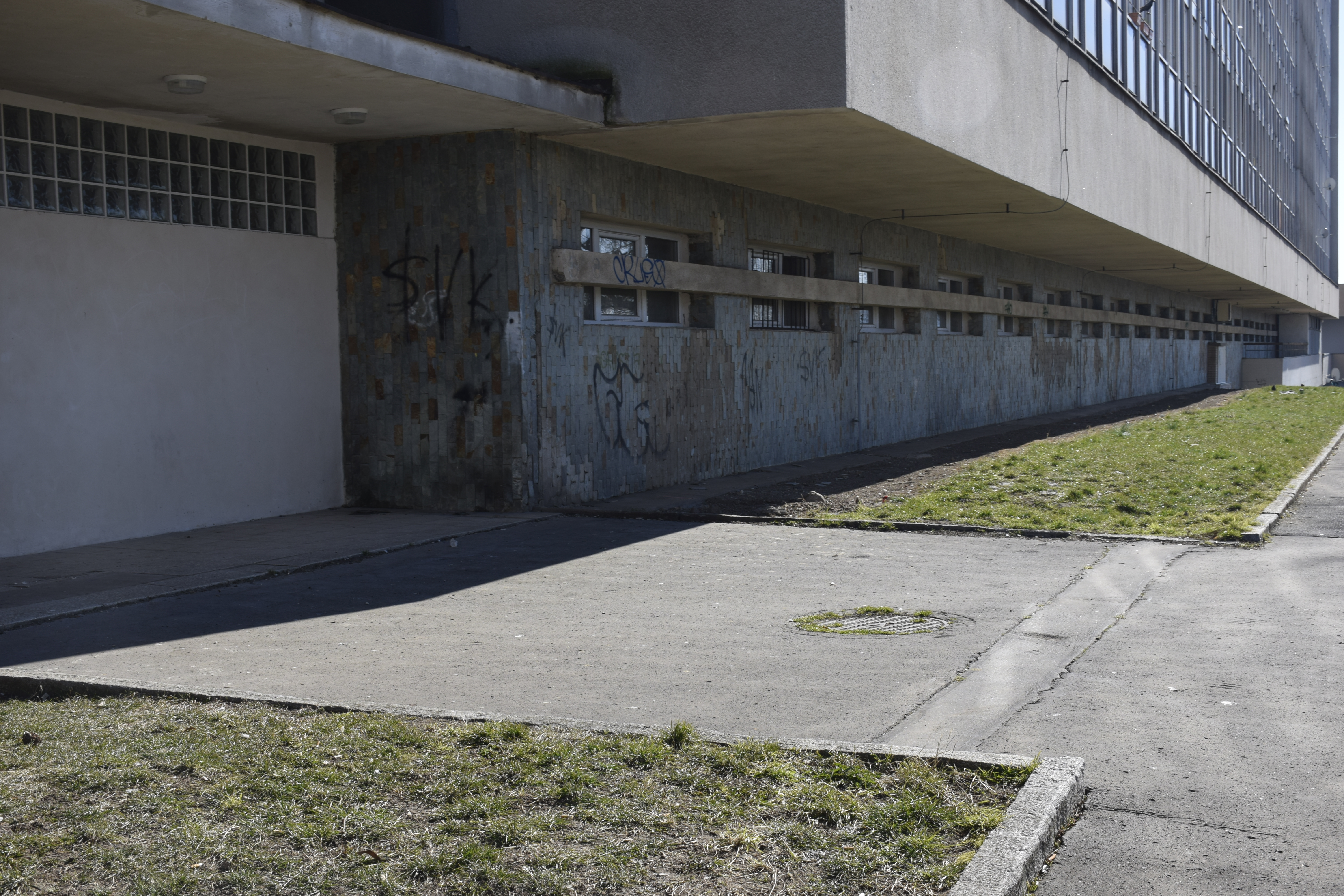
Spodek domu je obložen břidlicovou obkladačkou